# Zamrznuté oká
Zamrznuté oká (polsky Zmarzłe Oka) jsou dvě drobná plesa na sever od nedalekého Zamrznutého plesa pod Polským hřebenem v komplexu Bielovodské doliny v nadmořské výšce asi 2050 m.

## Název
Do pozdního léta bývají pokrytá ledem a sněhem. Jsou zamrzlá. Jméno převzaly od blízkého Zamrznutého plesa.

## Galerie

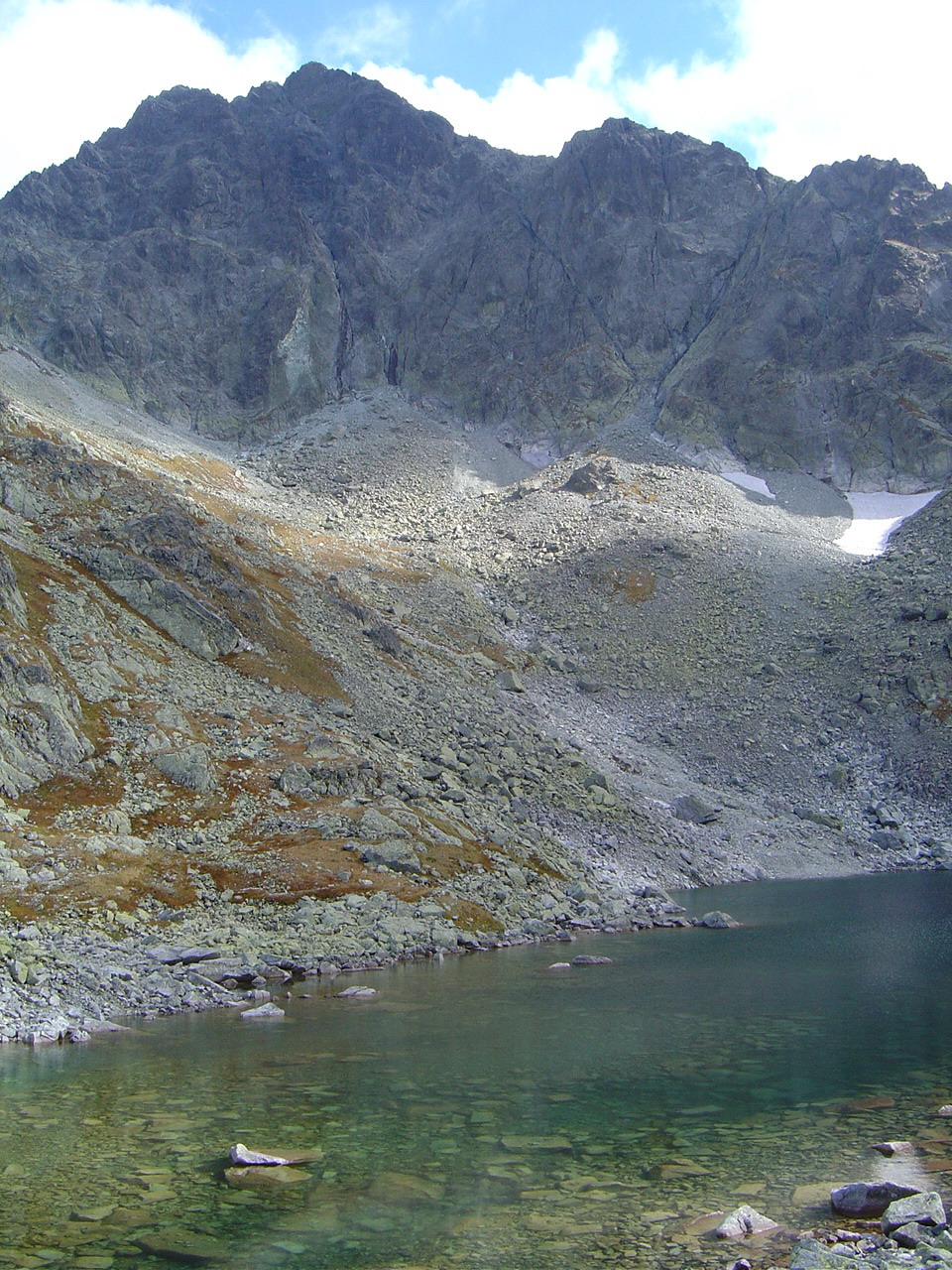
Východní Vysoká od Zamrznutého plesa
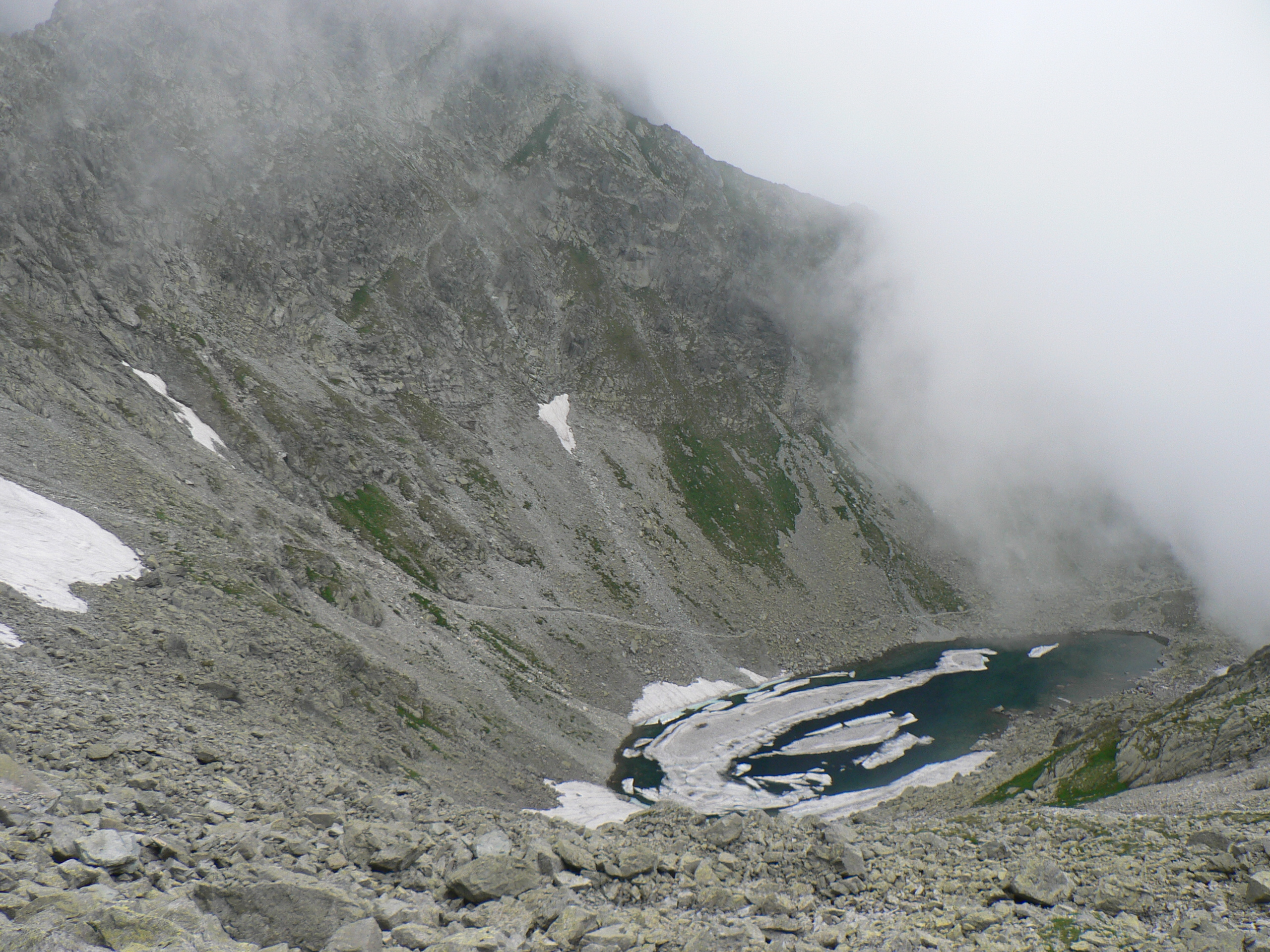
Kotel pod Polským hřebenem se Zamrznutým plesem